# Макрорегиони на Румъния
Макрорегионите на Румъния (на румънски: Macroregiunile României) е най-едрият тип териториално деление на Румъния. Кореспондира с административните единици от ниво НСТЕ-1. Съществуват като териториална единица в Румъния от 1998 г.
Макрорегионите, заедно с регионите на развитие, нямат административен статут и съществуват с цел подпомагане на развитието и улеснения в статистиката.
В Румъния има 4 макрорегиона, всеки от които включва по 2 региона на развитие:
- Първи макрорегион:
  - Северозападен регион на развитие и
  - Централен регион на развитие;
- Втори макрорегион:
  - Североизточен регион на развитие и
  - Югоизточен регион на развитие;
- Трети макрорегион:
  - Южен регион на развитие и
  - Регион на развитие Букурещ-Илфов;
- Четвърти макрорегион:
  - Югозападен регион на развитие и
  - Западен регион на развитие.